# Epeirotypus chavarria
Epeirotypus chavarria is een spinnensoort in de taxonomische indeling van de parapluspinnen (Theridiosomatidae).
Het dier behoort tot het geslacht Epeirotypus. De wetenschappelijke naam van de soort werd voor het eerst geldig gepubliceerd in 1986 door Coddington.